# 国道234号

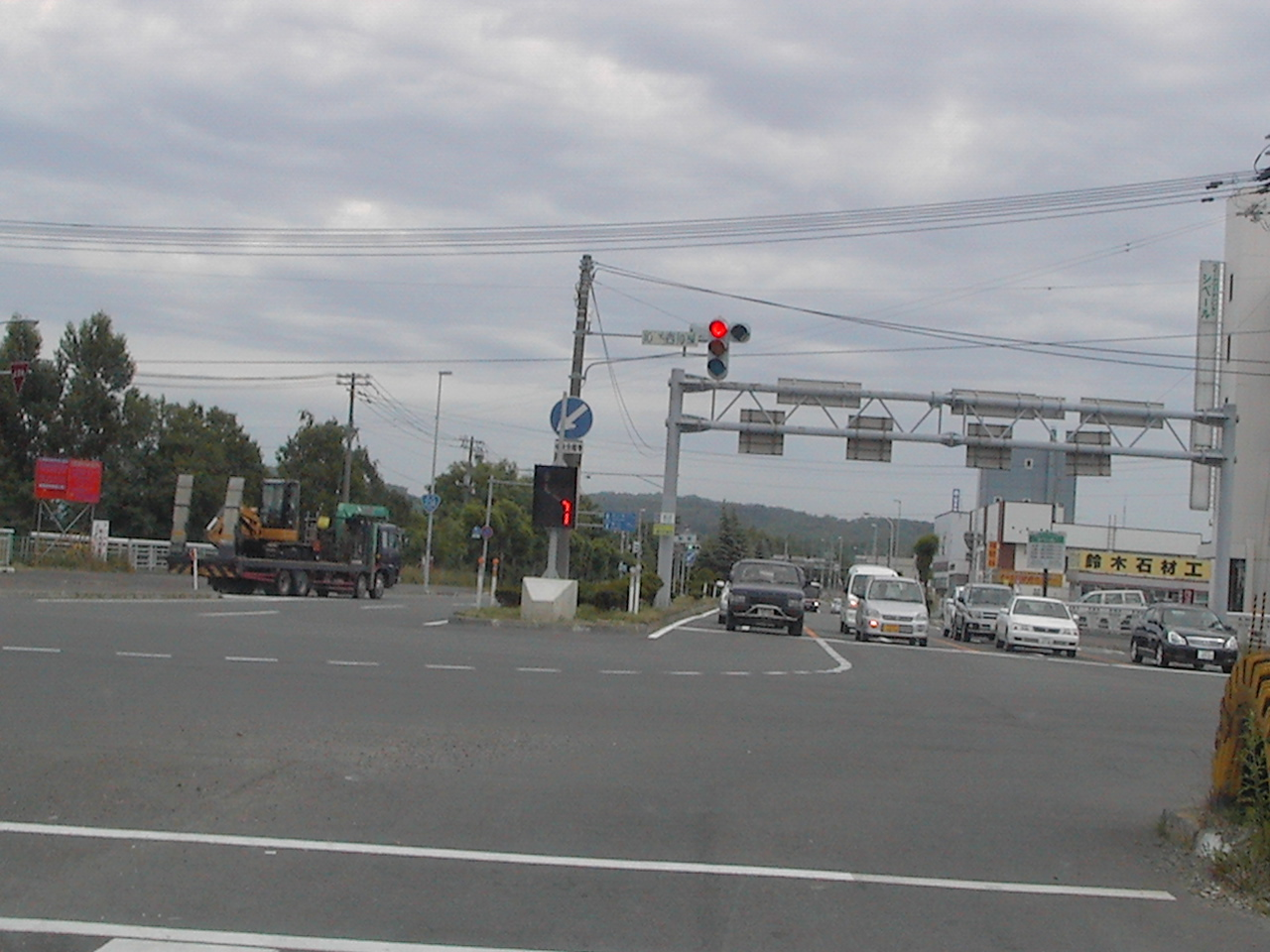
国道234号 起点（岩見沢市）

国道234号（こくどう234ごう）は、北海道岩見沢市から苫小牧市に至る一般国道である。

## 概要

### 路線データ
一般国道の路線を指定する政令に基づく起終点および重要な経過地は次のとおり。
- 起点：岩見沢市（岩見沢市並木町3番6[2]、国道12号交点・北海道道687号美唄達布岩見沢線終点）
- 終点：苫小牧市（苫小牧市ウトナイ北12丁目1番[2]、国道36号交点）
- 重要な経過地：北海道夕張郡由仁町
- 総延長 : 69.6 km（重用延長を含む。）[3][注釈 2]
- 重用延長 : 0.0 km[3][注釈 2]
- 未供用延長 : なし[3][注釈 2]
- 実延長 : 69.5 km[3][注釈 2]
  - 現道 : 69.5 km[3][注釈 2]
  - 旧道 : なし[3][注釈 2]
  - 新道 : なし[3][注釈 2]
- 指定区間：全線[4]

## 歴史
- 1953年（昭和28年）
  - 3月23日 - 北海道道1号岩見沢苫小牧線として指定。[要出典]
  - 5月18日 - 二級国道234号岩見沢苫小牧線（岩見沢市 - 苫小牧市）として指定施行[5]。
- 1965年（昭和40年）4月1日 - 道路法改正により一級・二級区分が廃止されて一般国道234号として指定施行[1]。

## 路線状況

### 通称
- 由仁国道[6]
- 早来国道[7]

### バイパス
- 追分バイパス（安平町）
- 早来道路（安平町）

### 道路施設

#### 橋梁
- 志文大橋
- 加茂橋
- 清流橋
- 豊流橋
- 朝日橋
- 夕張橋
- 由仁橋
- 弥生橋
- 第1安平橋
- 早来橋
- 沼ノ端橋

#### 道の駅
- 胆振総合振興局
  - あびら D51ステーション（勇払郡安平町）

## 地理

### 通過する自治体
- 北海道
  - 空知総合振興局
    - 岩見沢市 - 夕張郡栗山町 - 夕張郡由仁町

  - 石狩振興局
    - 千歳市

  - 胆振総合振興局
    - 勇払郡安平町 - 苫小牧市

### 交差する道路
空知総合振興局
岩見沢市
- 国道12号・北海道道687号美唄達布岩見沢線：並木町（10条西10丁目、起点）
- 道央自動車道岩見沢IC：駒園8丁目
- 北海道道38号夕張岩見沢線：南町（南町8-2交点）
- 北海道道1139号栗沢工業団地大和線：志文町（2か所）、栗沢町由良
- 北海道道274号栗沢南幌線：栗沢町最上
- 北海道道817号茂世丑最上線：栗沢町最上
- 北海道道340号栗丘幌向停車場線：栗沢町栗丘

夕張郡栗山町
- 北海道道45号恵庭栗山線・北海道道874号朝日桜丘線・北海道道1080号栗山北広島線：桜丘2丁目
- 北海道道874号朝日桜丘線：朝日（朝日2交点）
- 北海道道30号三笠栗山線：朝日
- 北海道道692号角田栗山停車場線：角田
- 北海道道3号札幌夕張線・北海道道477号滝下由仁停車場線：角田

夕張郡由仁町
- 北海道道477号滝下由仁停車場線 : 東栄（由仁交点）
- 北海道道602号東三川由仁停車場線：東栄（由仁交点）
- 北海道道1008号夕張長沼線：熊本（古山交点）
- 国道274号：三川緑町

胆振総合振興局
勇払郡安平町
- 道東自動車道追分町IC：追分美園
- 北海道道462号川端追分線：追分美園
- 北海道道226号舞鶴追分線：追分弥生
- 北海道道576号瑞穂安平停車場線：安平
- 北海道道10号千歳鵡川線：早来北進、早来大町
- 北海道道235号上幌内早来停車場線：早来大町
- 北海道道10号千歳鵡川線：早来栄町
- 北海道道482号豊川遠浅停車場線：遠浅（2箇所）

苫小牧市
- 北海道道129号静川美沢線：柏原
- 国道235号：沼ノ端　→　日高自動車道（苫東道路）沼ノ端西IC・沼ノ端東IC
- 北海道道259号上厚真苫小牧線・北海道道781号苫小牧環状線：沼ノ端
- 国道36号：沼ノ端（終点）